# Ulángom járás
Ulángom járás (mongol nyelven: Улаангом сум) Mongólia Uvsz tartományának egyik járása.
Székhelye az azonos nevű Ulángom (Улаангом) tartományi székhelyen van.